# AND 게이트
| INPUT | INPUT | OUTPUT  |
| A     | B     | A AND B |
| 0     | 0     | 0       |
| 0     | 1     | 0       |
| 1     | 0     | 0       |
| 1     | 1     | 1       |

AND 게이트는 논리곱을 구현하는 기본 디지털 논리 게이트이다.

## 기호
AND 게이트에는 세 가지 기호가 있다: ANSI(미국식) 기호, IEC(유럽식) 기호, 현재는 사용이 권장되지 않는 DIN 기호. 더 자세한 정보는 논리 게이트 문서를 참조.
|               |          |          |
| MIL/ANSI 기호 | IEC 기호 | DIN 기호 |

"A", "B" 입력과 "C" 출력이 있는 AND 게이트는 {\displaystyle C=A\cdot B}라는 논리식을 구현한다.

## 구현
|  |  |  |

AND 게이트는 일반적으로 N채널(그림)이나 P채널 MOSFET을 사용하여 설계된다. 디지털 입력 "a"와 "b"는 출력 "F"가 AND와 동일한 결과를 갖도록 만든다.

### 대안
특정 AND 게이트를 사용할 수 없으면 NAND나 NOR 게이트로부터 만들 수 있는데 NAND와 NOR 게이트가 "유니버설 게이트"(universal gate)로 간주되기 때문이며 이들을 사용하여 다른 모든 것들을 만들 수 있다는 의미이다.
| 원하는 게이트 | NAND 구성 | NOR 구성 |
| ------------- | --------- | -------- |
|               |           |          |

## IC 패키지
AND 게이트는 IC 패키지에서 이용이 가능하다. 7408 IC는 저명한 QUAD 2-Input AND GATES이며 4개의 독립 게이트를 포함하고 있고 논리 AND를 수행한다.

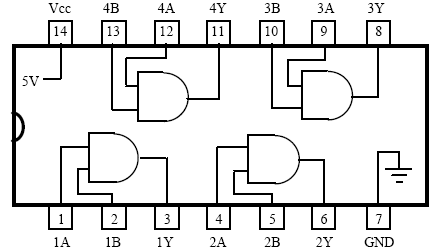
IC 7408

## 같이 보기
- OR 게이트
- NOT 게이트
- NAND 게이트
- NOR 게이트
- XOR 게이트
- XNOR 게이트
- IMPLY 게이트
- 논리 게이트